# شهرستان اهواز
شهرستان اهواز یکی از شهرستان‌های استان خوزستان ایران است. مرکز این شهرستان، کلانشهر اهواز است.

## موقعیت جغرافیایی
شهرستان اهواز از شمال با شهرستان‌های کرخه و شوشتر، از شمال شرقی با شهرستان باوی، از شمال غربی با شهرستان حمیدیه، از غرب با شهرستان هویزه، از جنوب غربی با شهرستان خرمشهر و مرز عراق، از جنوب با شهرستان‌های کارون و شادگان، از جنوب شرقی با شهرستان بندر ماهشهر، از شرق با شهرستان رامشیر و از شمال شرقی با شهرستان‌های رامهرمز و هفتکل همسایه است.

## پیشینه
تاریخ اولیه
تاریخ اهواز به دوران باستان بازمی‌گردد. این منطقه در دوران هخامنشیان جزء سرزمین‌های ایلامی‌ها بوده و در دوران ساسانیان نیز به عنوان یکی از مراکز مهم اقتصادی و فرهنگی محسوب می‌شده است. اهواز در دوران اسلامی ابتدا تحت تسلط خلفای اموی و سپس عباسی قرار گرفت.
دوران اسلامی و حکومت‌های مختلف
در دورهٔ عباسیان، اهواز به عنوان یک مرکز مهم تجاری و کشاورزی شناخته می‌شد و در دوران صفویه به‌ویژه در سده هفدهم میلادی، به یکی از پایگاه‌های مهم برای تجارت و اقتصاد ایران تبدیل گردید. در دوران قاجار نیز اهواز در کنار دیگر شهرهای خوزستان، اهمیت تجاری و اقتصادی خود را حفظ کرد.
دوره معاصر
در سده بیستم، با کشف منابع نفتی در جنوب غربی ایران و به ویژه در خوزستان، اهواز به یکی از کانون‌های اقتصادی کشور تبدیل شد. دردهه‌های بعدی، به ویژه در دوران بعد از انقلاب اسلامی ۱۳۵۷، این شهر شاهد تغییرات اجتماعی، اقتصادی و سیاسی زیادی بود. اهواز درجریان جنگ ایران و عراق (۱۳۵۹–۱۳۶۷) به شدت آسیب دید و بسیاری از زیرساخت‌های آن تخریب گردید.
امروزه
امروزه اهواز یک مرکز صنعتی، نفتی و تجاری مهم است و با جمعیتی بالغ بر ۱٬۵ میلیون نفر یکی از پرجمعیت‌ترین شهرهای ایران به‌شمار می‌آید. این شهر به خاطر موقعیت جغرافیایی خاص خود، از آب و هوای گرم و خشک برخوردار است و رودخانه کارون که از دل شهر عبور می‌کند، یکی از جاذبه‌های طبیعی اهواز به‌شمار می‌رود.

## تقسیمات کشوری
شهرستان اهواز دارای ۳ بخش، ۶ دهستان و ۲ شهر به نام‌های زیر است:

### شهرستان اهواز
| بخش       | مرکز بخش     | جمعیت بخش ۱۳۹۵ | نام دهستان      | مرکز دهستان  | جمعیت دهستان ۱۳۹۵ | شهر              | جمعیت شهر ۱۳۹۵          |
| --------- | ------------ | -------------- | --------------- | ------------ | ----------------- | ---------------- | ----------------------- |
| مرکزی     | اهواز        | ۱٬۲۶۰٬۸۱۷ نفر  | الهایی          | الهایی       | ۵۳٬۰۰۸ نفر        | اهواز الهایی     | ۱٬۱۸۴٬۷۸۸ نفر ۷٬۶۵۱ نفر |
| مرکزی     | اهواز        | ۱٬۲۶۰٬۸۱۷ نفر  | لامی            | گبیر یک      | ۱۵٬۳۷۰ نفر        | اهواز الهایی     | ۱٬۱۸۴٬۷۸۸ نفر ۷٬۶۵۱ نفر |
| غیزانیه   | غیزانیه بزرگ | ۲۴٬۶۱۳ نفر     | مشرحات          | مشرحات       | ۱۲٬۶۷۵ نفر        | **************** | ****************        |
| غیزانیه   | غیزانیه بزرگ | ۲۴٬۶۱۳ نفر     | غیزانیه         | غیزانیه بزرگ | ۱۱٬۹۳۸ نفر        | **************** | ****************        |
| اسماعیلیه | صفحه دو      | ۱۷٬۱۵۵ نفر     | اسماعیلیه شمالی | خبینه سفلی   | ۱۰٬۰۸۱ نفر        | **************** | ****************        |
| اسماعیلیه | صفحه دو      | ۱۷٬۱۵۵ نفر     | اسماعیلیه جنوبی | بیت واوی     | ۷٬۰۷۴ نفر         | **************** | ****************        |

## جمعیت
بر پایه سرشماری عمومی نفوس و مسکن در سال ۱۳۹۵، جمعیت شهرستان اهواز برابر با ۱٬۳۰۲٬۵۹۱ نفر بوده است.